# 압구정역
압구정(현대백화점)역(Apgujeong(Hyundai Department Store)Station, 狎鷗亭(現代百貨店)驛)은 서울특별시 강남구 압구정동(행정동 기준)에 있는 수도권 전철 3호선의 지하철역이다. 심야에 오금발 압구정행 막차 1편성이 이 역까지 운행한 후 주박하고, 다음 날 아침에 다시 오금 방면 첫차로 출발한다. 법정동 기준으로는 역명과 달리 신사동에 위치하고 있으며, 1, 6번 출구는 압구정동에 있다. 최근에 설치가 완료되어 가동을 시작한 3대의 엘리베이터는 1일 평균 약 9만 1천여명에 달하는 압구정역 이용객들과 교통 약자들에게 편의를 제공하고 있다. 부역명은 현대백화점이며, 이 역부터 오금역까지 지하 구간이다.

## 역사
- 1983년 9월 13일 : 압구정역으로 역명 결정
- 1985년 10월 18일: 서울 지하철 3호선 독립문 ~양재 구간 개통과 함께 영업 개시
- 2016년 8월 1일 : 압구정(현대백화점)역으로 역명 변경 (한시적 병기)

## 역 구조
2면 2선의 곡선 상대식 승강장이며, 승강장에 스크린도어가 설치되어 있다. 출구는 6개가 있다.

 이 역은 반대방향으로 횡단이 불가능한 역이다. 구파발·대화 방면의 경우 이 역을 출발하여 지상으로 나와 동호대교를 건너게 된다.
이 역은 곡선의 여파로 인해 승강장과 열차 사이의 단차가 있으므로, 승·하차시 발이 빠지지 않도록 주의하여야 한다.

### 승강장
| 옥수 ↑ |
| \| 상  |
| ↓ 신사 |

| 상행 | ● 수도권 전철 3호선 | 옥수 · 약수 · 충무로 · 종로3가(탑골공원)·연신내 · 대화 방면 |
| 하행 | ● 수도권 전철 3호선 | 신사 · 고속터미널 · 도곡 · 일원 · 수서 · 오금 방면          |

## 역 주변
- 현대백화점 압구정본점(6번 출구, 지하 통로 연결)
- 신구중학교
- 서울신구초등학교
- 현대맨션
- KT 신사지사
- 압구정로데오거리·압구정로데오역 방면
- 도산공원
- 신사동행정복지센터
- 압구정동행정복지센터
- 압구정치안센터
- 서울압구정초등학교
- 압구정중학교
- 압구정고등학교
- 압구정동현대아파트
- 젤리피쉬 엔터테인먼트
- 안테나뮤직
- 아뮤즈코리아
- YNB 엔터테인먼트
- 현대고등학교
- 압구정동신현대아파트
- 미성아파트
- 신사중학교
- 학동역·역삼역방면
- CGV 압구정[2]
- 동호대교
- 성수대교방면
- 롭스 압구정역점

## 사진

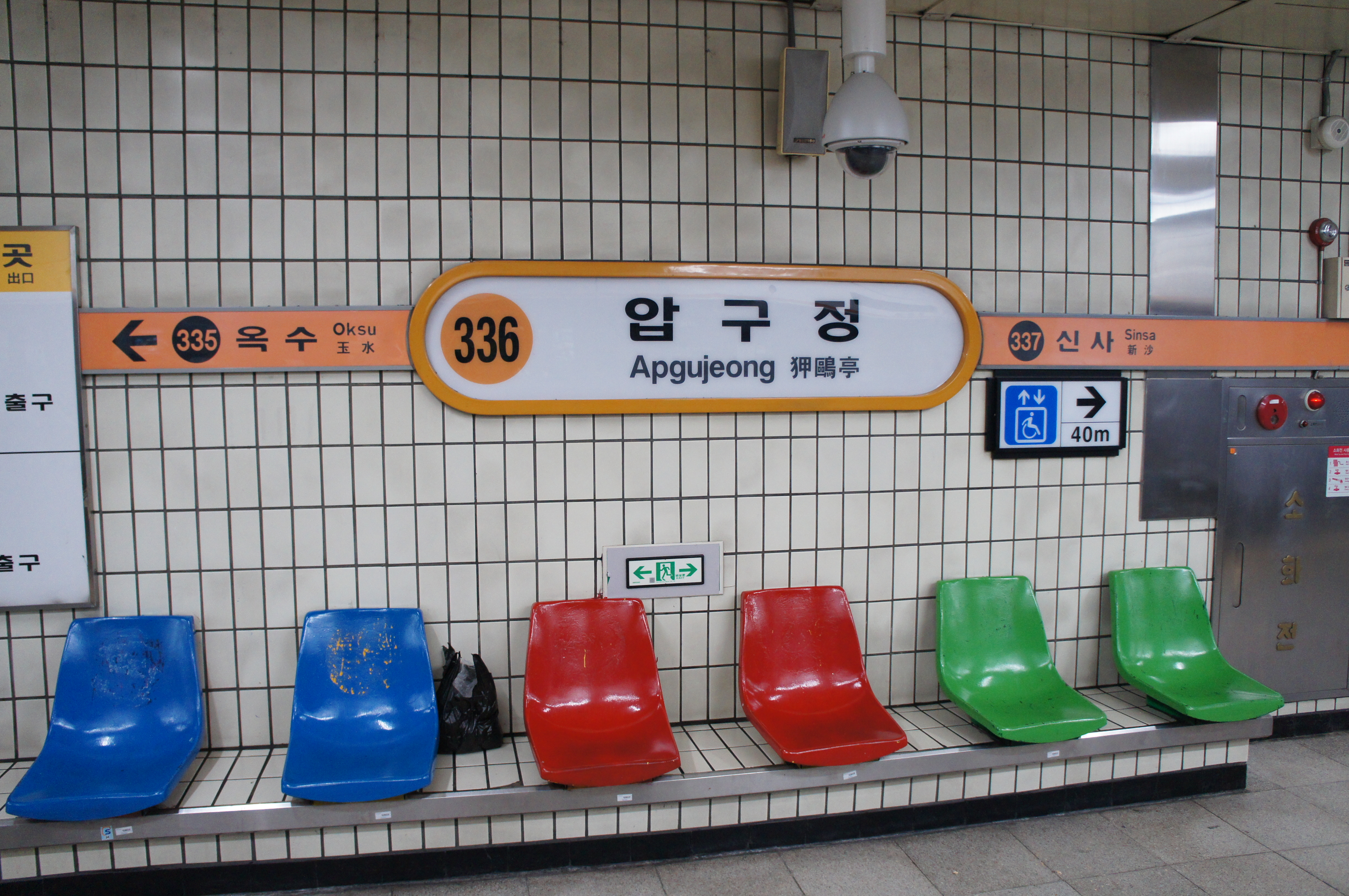
압구정역 1
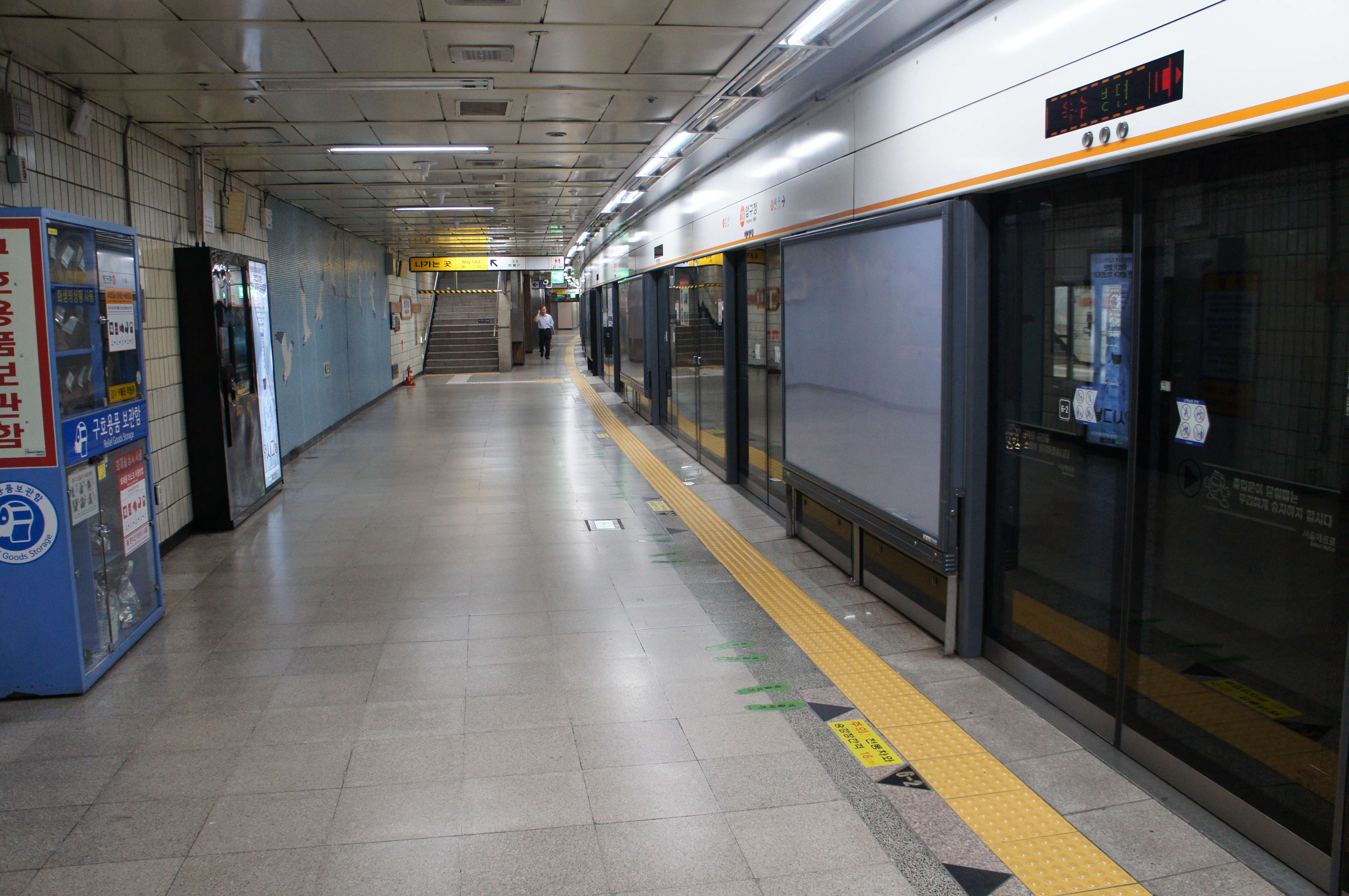
압구정역 2
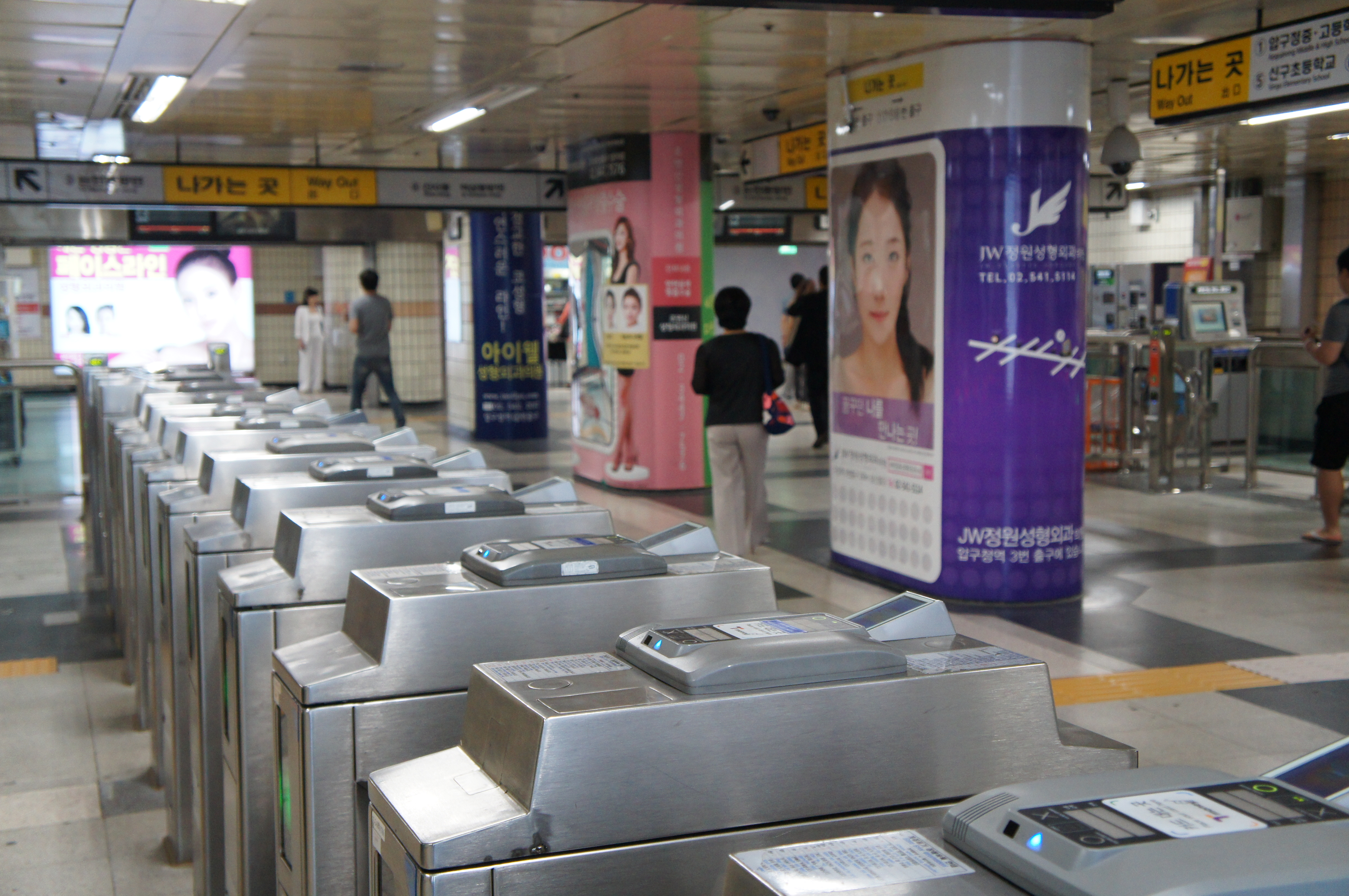
압구정역 3

## 이용객 변동
| 노선  | 노선   | 일평균 인원수 (명/일) | 일평균 인원수 (명/일) | 일평균 인원수 (명/일) | 일평균 인원수 (명/일) | 일평균 인원수 (명/일) | 일평균 인원수 (명/일) | 일평균 인원수 (명/일) | 일평균 인원수 (명/일) | 일평균 인원수 (명/일) | 일평균 인원수 (명/일) | 각주  |
| 노선  | 노선   | 2000년                | 2001년                | 2002년                | 2003년                | 2004년                | 2005년                | 2006년                | 2007년                | 2008년                | 2009년                | 각주  |
| ----- | ------ | --------------------- | --------------------- | --------------------- | --------------------- | --------------------- | --------------------- | --------------------- | --------------------- | --------------------- | --------------------- | ----- |
| 3호선 | 승차   | 43,165                | 41,972                | 42,239                | 40,299                | 41,894                | 41,351                | 40,649                | 40,494                | 40,219                | 39,883                | [ 3 ] |
| 3호선 | 하차   | 49,014                | 48,196                | 48,676                | 46,642                | 48,193                | 47,480                | 46,595                | 46,519                | 45,731                | 46,187                | [ 3 ] |
| 3호선 | 승하차 | 92,180                | 90,168                | 90,915                | 86,941                | 90,087                | 88,831                | 87,244                | 87,013                | 85,950                | 86,070                | [ 3 ] |
| 노선  | 노선   | 2010년                | 2011년                | 2012년                | 2013년                | 2014년                | 2015년                | 2016년                | 2017년                | 2018년                |                       | [ 3 ] |
| 3호선 | 승차   | 41,854                | 42,928                | 42,316                | 39,487                | 38,608                | 36,474                | 35,381                | 33,833                | 33,406                |                       | [ 3 ] |
| 3호선 | 하차   | 47,800                | 48,442                | 47,217                | 43,611                | 42,400                | 40,030                | 38,661                | 36,823                | 36,201                |                       | [ 3 ] |
| 3호선 | 승하차 | 89,654                | 91,370                | 89,533                | 83,099                | 81,008                | 76,504                | 74,042                | 70,656                | 69,607                |                       | [ 3 ] |

## 인접한 역
| 서울 지하철 3호선  | 서울 지하철 3호선   | 서울 지하철 3호선  |
| ------------------ | ------------------- | ------------------ |
| 335 옥수 대화 방면 | ● 수도권 전철 3호선 | 337 신사 오금 방면 |

## 같이 보기
- 압구정로데오역